# Hackordning
Hackordning är en rangordning av djur som lever i flock, ursprungligen om höns och tuppar. Används också om mänskliga beteenden. 
Hackordningen innebär att individer av "lägre rang" inte försvarar sig mot dem som står "högre" utan viker undan för dessa, även om de fysiskt skulle vara starkare.
Begreppet myntades av den norske psykologen Thorleif Schjelderup-Ebbe första gången 1921, efter att ha studerat företeelsen hos tamhöns.
En liknande rangordning har även iakttagits hos bland annat kråkfåglar, vargar, hundar, apor och vissa fiskarter. 